# Fouzilhon
Fouzilhon är en kommun i departementet Hérault i regionen Occitanien i södra Frankrike. Kommunen ligger i kantonen Roujan som tillhör arrondissementet Béziers. År 2022 hade Fouzilhon 247 invånare.

## Befolkningsutveckling
Antalet invånare i kommunen Fouzilhon
Referens:INSEE